# Les Pirates du micro
Pour plus de détails, voir Fiche technique et Distribution.
Les Pirates du micro (Kentucky Moonshine) est un film américain réalisé par David Butler, sorti en 1938.

## Fiche technique
- Titre original : Kentucky Moonshine
- Titre français : Les Pirates du micro
- Réalisation : David Butler
- Scénario : M.M. Musselman, Jack Lait Jr. et Art Arthur
- Photographie : Robert H. Planck
- Montage : Irene Morra
- Société de production : 20th Century Fox
- Pays d'origine : États-Unis
- Format : Noir et blanc - 1,37:1
- Genre : musical
- Durée : 87 minutes
- Date de sortie : 1938

## Distribution
- The Ritz Brothers : Eux-mêmes
- Tony Martin : Jerry Wade
- Marjorie Weaver : Caroline
- Slim Summerville : Hank Hatfield
- John Carradine : Reef Hatfield
- Wally Vernon : Gus Bryce
- Berton Churchill : J.B
- Eddie Collins : 'Spats' Swanson
- Cecil Cunningham : Propriétaire
- Paul Stanton : Mortimer Hilton
- Mary Treen : 'Sugar' Hatfield
- Francis Ford : Grandpa Hatfield
- Clarence Wilson : Attorney
- Jan Duggan (en) : Infirmière
- Si Jenks : Conducteur
- Irving Bacon : Commis de l'hôtel
- Olin Howland : Tom Slack
- Carroll Nye : Animateur radio